# Shuko

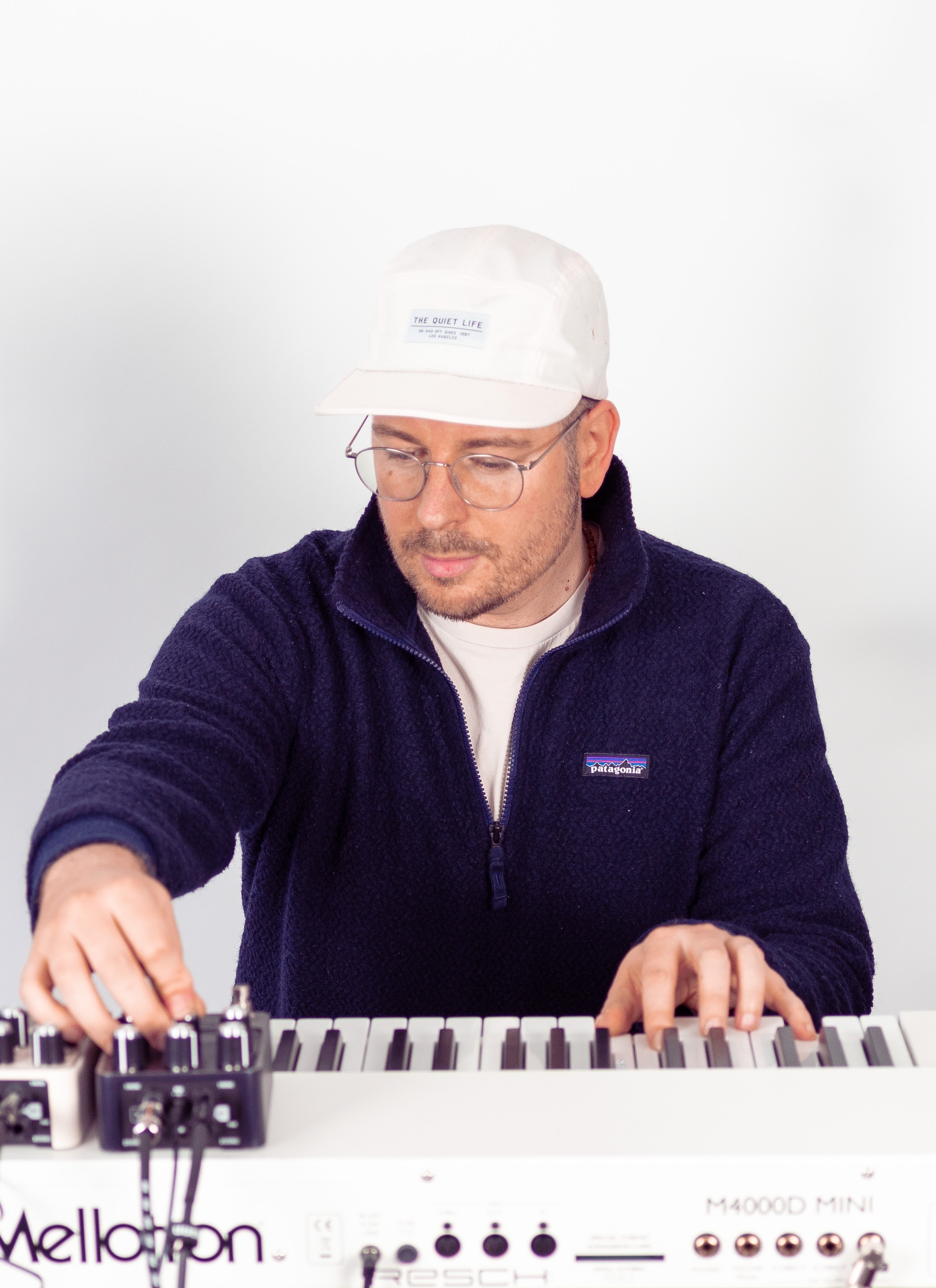
Shuko (2020)

Shuko (* 1981 in Mainz; bürgerlich Christoph Bauss) ist ein deutscher Hip-Hop- und Pop-Komponist und -Produzent.

## Biografie

### Kindheit, Jugend und Anfänge
Bereits mit 13 Jahren beginnt er Musik zu produzieren. Zuerst versucht er sich an Elektronischer Tanzmusik, insbesondere House. Drei Jahre später entstehen die ersten Hip-Hop-Beats, nachdem er bei Word Cup den sample-lastigen Song Smokey Joe The Dreamer von der Dusty-Fingers-Kompilation entdeckte. In einem Plattenladen entdeckte er dann die Hip-Hop-Szene für sich. Das Programmieren von Beats begann mit dem Atari seines Vaters, bis er sich eine MPC leisten konnte.
Bei einem Freestyle-Battle lernt er mit PassMaAuf nicht nur einen Gegner kennen, sondern einen Rapper, der sich ihm als Mentor annimmt. Er kommt mit Audiotreats aus Mainz in Berührung, die ihm weitere wichtige Hilfestellungen geben.
Nach der Schule studiert er Geographie und Germanistik auf lehramt, bricht das Studium 2003 ab, um sich auf die Musik zu konzentrieren. Er fällt in ein privates Loch, doch Ende 2003 erschien die erste größere Veröffentlichung zusammen mit Doujah Raze und dem DJ Mr. Sinista auf der Maxi The Dedication, welche über das New Yorker Musiklabel Trilogy Records veröffentlicht wurde. Es folgte das Album von Outerspace sowie die Single Top Shelf feat. Sadat X, die es an die Spitzenposition der College Radio Charts in den Vereinigten Staaten schaffte.

### Durchbruch
In Deutschland startete er 2004 mit der ersten deutschen Veröffentlichung Für was? auf der EP K-Rings Zone von den K.RINGS (Peripherique Records). Im gleichen Jahr wird er vom odenwälder Verlag Peripherique Publishing unter Vertrag genommen. Im gleichen Jahr gründete er zusammen mit IDR und Niro die C.O.S. Squad. Die Abkürzung steht für „Children of Soul“. Später kamen die US-amerikanischen Produzenten Disko Dave und Double J hinzu.
2005 veröffentlichte er auf dem Street-Label sein Mixtape Endlich (Street Tape / Peripherique Records), auf dem er selber zum Mikro greift und mit Features von Franky Kubrick, Nico Suave und vielen anderen überzeugte. Im November 2005 gewann Shuko in New York den „iStandard Producer-Contest“ und erreichte spätestens damit Popularität in der US-Szene.
2006 erschien sein Produzenten-Mixtape The Foundation (Peripherique), auf dem einige amerikanische MCs mitwirken (u. a. R.A. The Rugged Man, Talib Kweli, Rakim, Saigon, Army of the Pharaohs, ODB). Er produziert Beats u. a. für Azad für dessen Album Game Over, des Weiteren für Franky Kubricks CD Mein Moneyfest, Peripheriques Zimmer 101 und G-Hots Aggrogant.
2007 war Shuko in den Arbeiten zum Album des US-amerikanischen Rappers Keith Murray involviert. Das Album stieg daraufhin auf Platz 52 in der Billboard Hot 100 ein. Des Weiteren erschien 2007 das Produzentenalbum The Unbeatablez über das Label Bozz-Music. Auf diesem präsentieren die Produzenten Shuko, Sti, Brisk Fingaz und Phrequincy Instrumentals. Seit 2008 betreut Shuko die Arbeit an den Veröffentlichungen des Rappers Seryoga.
Seine Beats erschienen u. a. auf Alben von Cro, Casper, Sido, Dendemann, Kollegah, (D), Omarion, Tyga, Bow Wow, T-Pain, Talib Kweli, Keith Murray, Vinnie Paz (alle USA), Seryoga (RUS) oder Nessbeal, Sexion d’Assaut, Soprano, Keny Arkana (FRA) u. v. m.
Außerdem produzierte er den Titelsong des Films Chiko aus dem Hause Fatih Akın.
Shuko war außerdem an Cros Album Raop, welches sich über eine halbe Million Mal verkaufte, und an der in Frankreich mit einer diamantenen Schallplatte ausgezeichneten Platte der französischen Gruppe Sexion d’Assaut beteiligt.
Er produzierte fünf Songs vom Kollegah- und Farid-Bang-Album Jung, brutal, gutaussehend 2 sowie, zusammen mit Just Blaze (Produzent von Jay-Z und Kanye West), die Single Plant the Seed des Künstlers Saigon.

### Produzentenduo mit Freedo
2012 gründet er zusammen mit Freedo ein Produzenten-Duo. Ende 2013 wurde überraschend die Single Let You Go von Ira May ein großer Erfolg in der Schweiz. Das dazugehörige Album The Spell, welches Bauss zwei Jahre mit ihr erarbeitete, stieg direkt auf Platz eins der Schweizer Albumcharts ein. 2014 zeichnete Shuko am Erfolg des zweiten Studioalbums von Rapper Cro maßgeblich verantwortlich. Sechs Tracks entstanden im Odenwald, der Schweiz und in Mainz. Der erste Single-Release Traum, den er zusammen mit Freedo produzierte, landete auf Platz eins der deutschen Charts und hielt sich dort über vier Wochen.
Anfang 2015 veröffentlichte Shuko mit For the Love of It sein erstes und einziges Produzenten-Album. Im Juni desselben Jahres erschien die Single Lush Life der schwedischen Künstlerin Zara Larsson die von Shuko und Freedo produziert wurde und bis 2021 knapp 6 Millionen verkaufte Einheiten und den beiden Produzenten mehr als 40 Platin und Gold Auszeichnungen einbrachte. 2016 zog Shuko nach Sigmaringen und baute dort im Schloss Suggenstein seine neuen Studios. In den Jahren 2016 bis 2018 entstanden dort mehrere Hits wie Takeaway der Band Chainsmokers sowie Rumours von Ava Max in Zusammenarbeit mit Freedo, DJ Katch, Tim Crudo sowie Sam Gray und Sorana.
2017 schloss sich Shuko mit dem Vertrieb Groove Attack zusammen und gründeten das Musiklabel „For The Love Of It“.

### Shucati und Grammy Nominierung
2019 formierte Shuko mit Shucati ein Produzenten-Team zusammen mit Luca Starz und Sucuki, die im selben Jahr von dem amerikanischen Produzenten Timbaland unter Vertrag genommen wurden und seitdem mit Künstlern wie u. a. Ludacris, Chance the Rapper, Tee Grizzley, Nav, Ty Dolla Sign und Kodak Black zusammenarbeiten.
2020 veröffentlichten sie zusammen mit Miksu & Macloud die Single Kein Wort der Künstlerin Loredana zusammen mit Juju, welche auf Platz 1 der deutschen Singlecharts einstieg. Auch für den in Los Angeles ansässigen Rapper, Songwriter und Produzenten Anderson Paak produzierte Shucati die Single Jewelz in Zusammenarbeit mit Timbaland und The Breed.
2021 entstand der Track Pure Souls mit dem Künstler Kanye West und Roddy Ricch auf dessen Billboard-Nr.-1-Album Donda. Diese Co-Produktion verhalf Shuko auch zu seiner ersten 2-fachen Grammy-Nominierung. Das Album gewann außerdem überraschend den Billboard Music Award in der Kategorie Top Gospel Artist. Von 2020 bis zuletzt 2024 veröffentlichte Shuko die digitalen Alben Jazzterfield 1–3 über verschiedene Plattformen.
2023 erschien das Produzentenalbum Dreaming Hills sowie die EP Dreaming Hills (Extras).

## Diskografie

### Alben
- 2005: Endlich (Streettape / Peripherique Records)
- 2006: The Foundation (Streettape / Peripherique Records)
- 2007: The Unbeatabelz (mit STI, Brisk Fingaz und phreQuincy)
- 2007: Brooklyn Soul (mit The Gunna) Remix-Album American Gangster (Jay-Z)
- 2015: For the Love of It
- 2016: Electric Relaxation
- 2020: Jazzterfield
- 2022: Jazzterfield 2
- 2023: Dreaming Hills
- 2024: Jazzterfield 3

### Kollaboalben
- 2018: In the Air (mit Kidaf)
- 2019: Dippin’ (mit The Breed)
- 2021: Cookies & Cream 5 (mit F. of Audiotreats)

### EPs
- 2009: The Foundation EP
- 2011: Foundation Vol.2 (Instrumental EP)
- 2015: For the Love of It
- 2015: Pull the Trigger
- 2017: For the Love of It (Instrumentals)
- 2022: Queensbridge Sunrise
- 2023: Penthouse View
- 2023: Dreaming Hills (Extras)

### Singles
- 2021: A Brazil Love Affair
- 2022: Last Sunrays
- 2022: Myjazztic
- 2022: Terrace
- 2022: Queen’s Flower
- 2022: Amor de Otoño
- 2023: Bittersweet
- 2023: Jazz Boutique
- 2023: Summer Night Cruise
- 2023: 95 Jazz Flava
- 2024: Morning Calm
- 2024: Marseille 68
- 2024: Verāo No Brasil
- 2024: Downtown
- 2024: In My Timberlands
- 2024: Summer’s Gone
- 2024: Above the Rim

### Autorenbeteiligungen und Produktionen

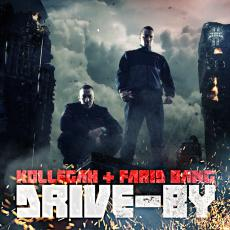
Kollegah + Farid Bang – Drive-By

Die folgende Tabelle beinhaltet eine Aufstellung aller Charterfolge von Shuko als Autor (A) und Produzent (P) in Deutschland, Österreich, der Schweiz, dem Vereinigten Königreich sowie den Vereinigten Staaten.
| Jahr | Titel Interpretation                                           | Höchstplatzierung, Gesamtwochen, AuszeichnungChartplatzierungen (Jahr, Titel, Interpretation, Platzierungen, Wochen, Auszeichnungen, Anmerkungen) | Höchstplatzierung, Gesamtwochen, AuszeichnungChartplatzierungen (Jahr, Titel, Interpretation, Platzierungen, Wochen, Auszeichnungen, Anmerkungen) | Höchstplatzierung, Gesamtwochen, AuszeichnungChartplatzierungen (Jahr, Titel, Interpretation, Platzierungen, Wochen, Auszeichnungen, Anmerkungen) | Höchstplatzierung, Gesamtwochen, AuszeichnungChartplatzierungen (Jahr, Titel, Interpretation, Platzierungen, Wochen, Auszeichnungen, Anmerkungen) | Höchstplatzierung, Gesamtwochen, AuszeichnungChartplatzierungen (Jahr, Titel, Interpretation, Platzierungen, Wochen, Auszeichnungen, Anmerkungen) | Anmerkungen                                                |
| Jahr | Titel Interpretation                                           | DE | AT | CH | UK | US | Anmerkungen                                                |
| --- | -------------------------------------------------------------- | --- | --- | --- | --- | --- | ---------------------------------------------------------- |
| 2007 | Volksmusigg A, P Bligg mit Streichmusik Alder                  | — | — | CH7 (24 Wo.)CH | — | — | Erstveröffentlichung: 30. November 2007                    |
| 2008 | Weißt du wie es ist? A, P Massiv                               | DE29 (5 Wo.)DE | — | — | — | — | Erstveröffentlichung: 18. Januar 2008                      |
| 2008 | König der Welt A Rapsoul                                       | DE38 (3 Wo.)DE | — | — | — | — | Erstveröffentlichung: 15. Februar 2008                     |
| 2012 | Drive-By A Kollegah & Farid Bang                               | DE41 (3 Wo.)DE | — | — | — | — | Erstveröffentlichung: 21. Dezember 2012                    |
| 2013 | Let You Go A, P Ira May                                        | — | — | CH73 (1 Wo.)CH | — | — | Erstveröffentlichung: 16. August 2013                      |
| 2014 | Bitte Spitte Toi Lab A, P Farid Bang                           | DE32 (1 Wo.)DE | AT39 (1 Wo.)AT | CH72 (1 Wo.)CH | — | — | Erstveröffentlichung: 3. Januar 2014                       |
| 2014 | Lonely A, P Ira May                                            | — | — | CH65 (1 Wo.)CH | — | — | Erstveröffentlichung: 27. Februar 2014                     |
| 2014 | Traum A, P Cro                                                 | DE1 Diamant · (47 Wo.)DE | AT1 Platin · (36 Wo.)AT | CH1 Platin · (30 Wo.)CH | — | — | Erstveröffentlichung: 9. Mai 2014 Verkäufe: + 1.060.000    |
| 2014 | Bigger Plan A, P Ira May                                       | — | — | CH73 (1 Wo.)CH | — | — | Erstveröffentlichung: 30. Mai 2014                         |
| 2014 | Mama Ain’t Proud A, P Guy Sebastian feat. 2 Chainz             | DE92 (2 Wo.)DE | — | — | — | — | Erstveröffentlichung: 20. Oktober 2014 Verkäufe: + 35.000  |
| 2014 | Hey Girl A Cro                                                 | DE35 (21 Wo.)DE | AT52 (4 Wo.)AT | CH34 (2 Wo.)CH | — | — | Erstveröffentlichung: 7. November 2014                     |
| 2015 | Lush Life A, P Zara Larsson                                    | DE4 ×2Doppelplatin · (48 Wo.)DE | AT4 Platin · (34 Wo.)AT | CH3 ×2Doppelplatin · (48 Wo.)CH | UK3 ×4Vierfachplatin · (56 Wo.)UK | US75 Platin · (3 Wo.)US | Erstveröffentlichung: 5. Juni 2015 Verkäufe: + 7.168.333   |
| 2015 | The Horns A, P DJ Katch feat. Greg Nice, Deborah Lee & DJ Kool | DE60 (3 Wo.)DE | AT68 (1 Wo.)AT | — | — | — | Erstveröffentlichung: 27. November 2015 Verkäufe: + 50.000 |
| 2017 | Blau A Amanda feat. Sido                                       | DE30 Platin · (20 Wo.)DE | — | — | — | — | Erstveröffentlichung: 21. April 2017 Verkäufe: + 400.000   |
| 2017 | Sowieso A Mark Forster                                         | DE22 ×3Dreifachgold · (31 Wo.)DE | AT7 Gold · (28 Wo.)AT | CH26 Gold · (27 Wo.)CH | — | — | Erstveröffentlichung: 21. April 2017 Verkäufe: + 625.000   |
| 2019 | Takeaway A The Chainsmokers & Illenium feat. Lennon Stella     | DE30 Gold · (18 Wo.)DE | AT28 (18 Wo.)AT | CH37 Gold · (18 Wo.)CH | UK64 Silber · (10 Wo.)UK | US69 Platin · (2 Wo.)US | Erstveröffentlichung: 24. Juli 2019 Verkäufe: + 1.935.000  |
| 2020 | Kein Wort A Juju & Loredana                                    | DE1 Platin · (19 Wo.)DE | AT1 Platin · (13 Wo.)AT | CH3 ×2Doppelplatin · (9 Wo.)CH | — | — | Erstveröffentlichung: 17. Januar 2020 Verkäufe: + 470.000  |
| 2020 | Das Rennen A RIN                                               | DE6 (6 Wo.)DE | AT7 (4 Wo.)AT | CH11 (3 Wo.)CH | — | — | Erstveröffentlichung: 5. Juni 2020                         |
| 2021 | Smooth A, P Cro                                                | DE51 (2 Wo.)DE | AT46 (1 Wo.)AT | CH96 (1 Wo.)CH | — | — | Erstveröffentlichung: 26. März 2021                        |
| 2021 | Superwoman A, P Cro                                            | DE56 (2 Wo.)DE | AT42 (2 Wo.)AT | — | — | — | Erstveröffentlichung: 20. April 2021                       |
| 2021 | Nice! A, P Cro                                                 | DE— aDE | — | — | — | — | Erstveröffentlichung: 21. April 2021                       |
| 2021 | Pure Souls A Kanye West feat. Roddy Ricch & Shenseea           | — | — | — | — | US52 Gold · (1 Wo.)US | Erstveröffentlichung: 29. August 2021 Verkäufe: + 500.000  |
| Folgende Lieder erschienen nicht als Single, wurden aber durch das Album zum Download und Streaming bereitgestellt und konnten somit eine Platzierung erlangen: |                                                                | | | | | |                                                            |
| |                                                                | | | | | |                                                            |
| 2014 | Meine Gang (Bang Bang) A, P Cro feat. Dajuan                   | DE75 (5 Wo.)DE | AT61 (1 Wo.)AT | — | — | — | Charteinstieg: 20. Juni 2014                               |

## Auszeichnungen für Musikverkäufe
| Goldene Schallplatte - Australien - 2014: für die Autorenbeteiligung/Produktion Mama Ain’t Proud - Belgien - 2020: für die Autorenbeteiligung Takeaway - Dänemark - 2022: für die Autorenbeteiligung Takeaway - Frankreich - 2022: für die Autorenbeteiligung Takeaway - Italien - 2021: für die Autorenbeteiligung Takeaway - Mexiko - 2020: für die Autorenbeteiligung Takeaway - Polen - 2023: für die Autorenbeteiligung Takeaway - Portugal - 2019: für die Single Lush Life Platin-Schallplatte - Australien - 2019: für die Autorenbeteiligung Takeaway - Belgien - 2016: für die Autorenbeteiligung/Produktion Lush Life - Italien - 2015: für die Autorenbeteiligung/Produktion Generazione BHO - 2016: für die Autorenbeteiligung/Produktion The Horns - Kanada - 2019: für die Autorenbeteiligung Takeaway - Niederlande - 2015: für die Autorenbeteiligung/Produktion Lush Life | 5× Goldene Schallplatte - Mexiko - 2017: für die Autorenbeteiligung/Produktion Lush Life 3× Platin-Schallplatte - Brasilien - 2021: für die Autorenbeteiligung/Produktion Lush Life - 2023: für die Autorenbeteiligung Takeaway - Italien - 2017: für die Autorenbeteiligung/Produktion Lush Life - Spanien - 2024: für die Autorenbeteiligung/Produktion Lush Life 4× Platin-Schallplatte - Dänemark - 2024: für die Autorenbeteiligung/Produktion Lush Life - Norwegen - 2020: für die Autorenbeteiligung/Produktion Lush Life 5× Platin-Schallplatte - Australien - 2018: für die Autorenbeteiligung/Produktion Lush Life - Kanada - 2024: für die Autorenbeteiligung/Produktion Lush Life - Neuseeland - 2024: für die Autorenbeteiligung/Produktion Lush Life 10× Platin-Schallplatte - Schweden - 2017: für die Autorenbeteiligung/Produktion Lush Life Diamantene Schallplatte - Frankreich - 2017: für die Autorenbeteiligung/Produktion Lush Life - Polen - 2016: für die Autorenbeteiligung/Produktion Lush Life |

Anmerkung: Auszeichnungen in Ländern aus den Charttabellen bzw. Chartboxen sind in ebendiesen zu finden.
| Land/RegionAuszeichnungen für Musikverkäufe (Land/Region, Auszeichnungen, Verkäufe, Quellen) | Silber  | Gold       | Platin       | Diamant     | Verkäufe  | Quellen                   |
| -------------------------------------------------------------------------------------------- | ------- | ---------- | ------------ | ----------- | --------- | ------------------------- |
| Australien (ARIA)                                                                            | —       | Gold1      | 6× Platin6   | —           | 490.000   | aria.com.au               |
| Belgien (BRMA)                                                                               | —       | Gold1      | Platin1      | —           | 50.000    | ultratop.be               |
| Brasilien (PMB)                                                                              | —       | —          | 6× Platin6   | —           | 240.000   | pro-musicabr.org.br       |
| Dänemark (IFPI)                                                                              | —       | Gold1      | 4× Platin4   | —           | 405.000   | ifpi.dk                   |
| Deutschland (BVMI)                                                                           | —       | 2× Gold2   | 5× Platin5   | Diamant1    | 3.400.000 | musikindustrie.de         |
| Frankreich (SNEP)                                                                            | —       | Gold1      | —            | Diamant1    | 350.000   | snepmusique.com           |
| Italien (FIMI)                                                                               | —       | Gold1      | 5× Platin5   | —           | 265.000   | fimi.it                   |
| Kanada (MC)                                                                                  | —       | —          | 6× Platin6   | —           | 480.000   | musiccanada.com           |
| Mexiko (AMPROFON)                                                                            | —       | 2× Gold2   | 2× Platin2   | —           | 180.000   | amprofon.com.mx           |
| Neuseeland (RMNZ)                                                                            | —       | —          | 5× Platin5   | —           | 150.000   | aotearoamusiccharts.co.nz |
| Niederlande (NVPI)                                                                           | —       | —          | Platin1      | —           | 30.000    | nvpi.nl                   |
| Norwegen (IFPI)                                                                              | —       | —          | 4× Platin4   | —           | 40.000    | ifpi.no                   |
| Österreich (IFPI)                                                                            | —       | Gold1      | 3× Platin3   | —           | 105.000   | ifpi.at                   |
| Polen (ZPAV)                                                                                 | —       | Gold1      | —            | Diamant1    | 125.000   | olis.pl                   |
| Portugal (AFP)                                                                               | —       | Gold1      | —            | —           | 5.000     | Einzelnachweise           |
| Schweden (IFPI)                                                                              | —       | —          | 10× Platin10 | —           | 400.000   | sverigetopplistan.se      |
| Schweiz (IFPI)                                                                               | —       | 2× Gold2   | 5× Platin5   | —           | 150.000   | hitparade.ch              |
| Spanien (Promusicae)                                                                         | —       | —          | 3× Platin3   | —           | 180.000   | promusicae.es             |
| Vereinigte Staaten (RIAA)                                                                    | —       | Gold1      | 2× Platin2   | —           | 2.500.000 | riaa.com                  |
| Vereinigtes Königreich (BPI)                                                                 | Silber1 | —          | 4× Platin4   | —           | 2.600.000 | bpi.co.uk                 |
| Insgesamt                                                                                    | Silber1 | 15× Gold15 | 71× Platin71 | 3× Diamant3 |           |                           |